# Alfred Klotz
Alfred Klotz (ur. 6 listopada 1880, zm. ?) – kapitan piechoty Wojska Polskiego.

## Życiorys
Urodził się 6 listopada 1880. W listopadzie 1921 był dowódcą stacji kontrolnej nr 3 „Sopoćkinie”. 3 maja 1922 został zweryfikowany w stopniu kapitana ze starszeństwem z 1 czerwca 1919 i 11. lokatą w korpusie oficerów piechoty. W 1923 był odkomenderowany z 68 Pułku Piechoty we Wrześni do 41 Batalionu Straży Granicznej na stanowisko dowódcy. Od 1924 w macierzystym pułku we Wrześni. Przed 1928 przeniesiony został w stan spoczynku i zamieszkał w Warszawie. W 1934, jako oficer stanu spoczynku pozostawał w ewidencji Powiatowej Komendy Uzupełnień Warszawa Miasto III. Posiadał przydział do Oficerskiej Kadry Okręgowej Nr I. Był wówczas „przewidziany do użycia w czasie wojny”.
W czasie I wojny światowej w szeregach rosyjskiego 38 Tobolskiego Pułku Piechoty walczył sztabskapitan Alfred Klotz (ros. Альфред Клотц), który został odznaczony orderami: Świętej Anny 3 stopnia (31 grudnia 1915 i 5 grudnia 1916) oraz Świętego Stanisława 2 klasy (20 października 1916) i 3 klasy (28 października 1915). 